# Phycogorgia
Phycogorgia is een geslacht van neteldieren uit de klasse van de Anthozoa (bloemdieren).

## Soort
- Phycogorgia fucata (Valenciennes, 1846)